# A-League Men 2022-2023
L'A-League Men 2022-2023 è la 17ª edizione della A-League, la massima serie del campionato australiano, iniziata il 9 ottobre 2022 e terminata il 18 giugno 2023, con la seconda vittoria del C.C. Mariners.

## Stagione

### Formato
Il campionato si compone di due fasi: la stagione regolare e la fase finale per l'assegnazione del titolo. Nel corso della stagione regolare le 12 squadre si affrontano due volte con una partita in casa e una in trasferta, più altre quattro partite, due in casa e due in trasferta, per un totale di 26 giornate. Al termine della stagione regolare le prime 6 classificate accedono alla fase finale e le prime tre classificate accedono alla AFC Champions League 2024: le prime due direttamente alla fase a gironi, mentre la terza classificata al secondo turno preliminare. Nella fase finale le prime due classificate nella stagione regolare accedono direttamente alle semifinali. Nel primo turno in partita unica la terza classificata nella stagione regolare affronta la sesta, mentre la quarta affronta la quinta. Nelle semifinali la prima classificata affronta la vincente del primo turno col peggior piazzamento nella stagione regolare, mentre la seconda affronta quella col miglior piazzamento. Anche semifinali e finale si giocano in gara unica. La vincitrice della finale vince il campionato.

## Squadre partecipanti
| Club               | Città            | Stadio                                          | Stagione precedente   |
| ------------------ | ---------------- | ----------------------------------------------- | --------------------- |
| Adelaide Utd       | Adelaide         | Hindmarsh Stadium                               | 4º posto in A-League  |
| Brisbane Roar      | Brisbane         | Lang Park                                       | 4º posto in A-League  |
| C.C. Mariners      | Gosford          | Central Coast Stadium                           | 5º posto in A-League  |
| Macarthur          | Campbelltown     | Campbelltown Stadium                            | 7º posto in A-League  |
| Melbourne City     | Melbourne        | Melbourne Rectangular Stadium                   | 1º posto in A-League  |
| Melbourne Victory  | Melbourne        | Docklands Stadium Melbourne Rectangular Stadium | 2º posto in A-League  |
| Newcastle Jets     | Newcastle        | International Sports Centre                     | 9º posto in A-League  |
| Perth Glory        | Perth            | Perth Oval                                      | 12º posto in A-League |
| Sydney FC          | Sydney           | Leichhardt Oval                                 | 8º posto in A-League  |
| Wellington Phoenix | Wellington (NZL) | Wollongong Showground                           | 6º posto in A-League  |
| Western Utd        | Melbourne        | Kardinia Park                                   | Campione d'Australia  |
| Western Sydney     | Sydney           | Stadium Australia Sydney Showground Stadium     | 10º posto in A-League |

## Stagione regolare

### Classifica
Aggiornata al 3 giugno 2023.
|       | Pos. | Squadra            | Pt | G  | V  | N | P  | GF | GS | DR  |
| ----- | ---- | ------------------ | -- | -- | -- | - | -- | -- | -- | --- |
|       | 1.   | Melbourne City     | 55 | 26 | 16 | 7 | 3  | 61 | 32 | +31 |
|       | 2.   | C.C. Mariners      | 44 | 26 | 13 | 5 | 8  | 55 | 35 | +20 |
|       | 3.   | Adelaide Utd       | 42 | 26 | 11 | 9 | 6  | 53 | 46 | +7  |
|       | 4.   | Western Sydney     | 41 | 26 | 11 | 8 | 7  | 43 | 27 | +16 |
|       | 5.   | Sydney FC          | 38 | 26 | 11 | 5 | 10 | 40 | 39 | +1  |
|       | 6.   | Wellington Phoenix | 35 | 26 | 9  | 8 | 9  | 39 | 45 | -6  |
|       | 7.   | Western Utd        | 32 | 26 | 9  | 5 | 12 | 34 | 47 | -13 |
|       | 8.   | Brisbane Roar      | 30 | 26 | 7  | 9 | 10 | 26 | 33 | -7  |
|       | 9.   | Perth Glory        | 29 | 26 | 7  | 8 | 11 | 36 | 46 | -10 |
|       | 10.  | Newcastle Jets     | 29 | 26 | 8  | 5 | 13 | 30 | 45 | -15 |
|       | 11.  | Melbourne Victory  | 28 | 26 | 8  | 4 | 14 | 29 | 34 | -5  |
| [ 2 ] | 12.  | Macarthur          | 26 | 26 | 7  | 5 | 14 | 15 | 19 | -4  |

Legenda:
      Ammessa alla AFC Champions League 2023-2024
      Ammessa alla AFC Cup 2023-2024
 Ammessa al Grand Final.
Note:
Tre punti a vittoria, uno a pareggio, zero a sconfitta.
La classifica viene stilata secondo i seguenti criteri:
- Punti conquistati
- Differenza reti generale
- Reti totali realizzate
- Punti conquistati negli scontri diretti
- Differenza reti negli scontri diretti
- Minor numero di cartellini rossi ricevuti
- Minor numero di cartellini gialli ricevuti
- Sorteggio

## Grand Final

### Tabellone
|  | Quarti di finale | Quarti di finale   | Quarti di finale |  |  | Semifinali | Semifinali     | Semifinali | Semifinali    |   |  | Finale | Finale         | Finale |  |
|  |                  |                    |                  |  |  |            |                |            |               |   |  |        |                |        |  |
|  | 4                | Western Sydney     | 1                |  |  |            |                |            |               |   |  |        |                |        |  |
|  | 5                | Sydney FC          | 2                |  |  | 5          | Sydney FC      | 1          | 0             |   |  |        |                |        |  |
|  |                  |                    |                  |  |  | 1          | Melbourne City | 1          | 4             |   |  |        |                |        |  |
|  |                  |                    |                  |  |  |            |                |            |               |   |  | 1      | Melbourne City | 1      |  |
|  | 3                | Adelaide Utd       | 2                |  |  |            |                | 2          | C.C. Mariners | 6 |  |        |                |        |  |
|  | 6                | Wellington Phoenix | 0                |  |  | 3          | Adelaide Utd   | 1          | 0             |   |  |        |                |        |  |
|  |                  |                    |                  |  |  | 2          | C.C. Mariners  | 2          | 2             |   |  |        |                |        |  |

## Statistiche

### Classifica marcatori
Aggiornata al 30 giugno 2023.
| Rank | Player          | Club                     | Goals |
| ---- | --------------- | ------------------------ | ----- |
| 1    | Jamie Maclaren  | Melbourne City           | 24    |
| 2    | Jason Cummings  | Central Coast Mariners   | 16    |
| 3    | Oskar Zawada    | Wellington Phoenix       | 15    |
| 4    | Brandon Borello | Western Sydney Wanderers | 13    |
| 5    | Craig Goodwin   | Adelaide United          | 12    |
| 6    | Adam le Fondre  | Sydney FC                | 10    |